# 21925 Supasternak
21925 Supasternak è un asteroide della fascia principale. Scoperto nel 1999, presenta un'orbita caratterizzata da un semiasse maggiore pari a 2,3283594 UA e da un'eccentricità di 0,1176073, inclinata di 5,10650° rispetto all'eclittica.